# Амітав Ґош
Амітав Ґош (бенг. অমিতাভ ঘোষ, англ. Amitav Ghosh; нар. 11 липня 1956, Калькутта, Індія) — сучасний індійський письменник, що пише англійською мовою.

## Біографія
Амітав Гош народився в Калькутті, в сім'ї підполковника індійської колоніальної армії. Він здобув освіту в Делійському університеті, пізніше навчався в Оксфорді, де отримав ступінь доктора соціальної антропології. Ґош працював в газеті The Indian Express, викладав в університеті Нью-Йорку, а з 2005 року — в Гарвардському університеті. Письменник з дружиною і дітьми проживає в Гоа. У 2009 році Амітав Ґош був обраний членом Королівського літературного товариства.

## Творчість
Перший роман Амітава Гоша, «The Circle of Reason», був опублікований в 1986 році. Він був удостоєний премії Медічі 1990 року (за найкращий іноземний твір). За науково-фантастичний роман «Калькутська хромосома» (1995) Гош отримав премію Артура Кларка. Письменник отримав велику популярність після виходу в 2008 році роману «Макове море» — першої частини трилогії «Ібіс», що присвячена колоніальній історії Індії. У 2008 році цей роман потрапив в шорт-лист Букерівської премії. У 2011 році вийшла друга частина трилогії — «Річка диму». Амітав Гош відомий також як автор статей на літературні, історичні та суспільно-політичні теми.

## Нагороди
- 1989 — премія Літературної академії Індії за найкращу книгу англійською мовою
- 2007 — Падма Шрі.

### Романи
- Коло розуму (The Circle of Reason, 1986)
- Тіньові лінії (The Shadow Lines, 1988)
- Калькутська хромосома (The Calcutta Chromosome, 1995)
- Скляний палац (The Glass Palace, 2000)
- Голодна хвиля (The Hungry Tide, 2004)
- Макове море (Sea of Poppies, 2008)
- Річка диму (River of Smoke, 2011)
- Вогняна повінь (Flood of Fire, 2015)

### Наукова література
- В античній землі (In an Antique Land, 1992)
- Танці в Камбоджі і Великий в Бірмі (Dancing in Cambodia and at Large in Burma, 1998; нариси)
- Зворотний відлік (Countdown, 1999)
- Імам та індієць (The Imam and the Indian, 2002; нариси)
- Запальні обставини (Incendiary Circumstances, 2006; нариси)
- Великий психоз: зміна клімату і немислиме (The Great Derangement: Climate Change and the Unthinkable, 2016)